# Junkers G-31
Junkers G-31 là tên một loại máy bay dân dụng hạng nặng do hãng Junkers sản xuất. G-31 chỉ được sản xuất một số lượng nhỏ (13 chiếc) trong thế chiến II.

## Thiết kế và phát triển
Junkers G-31 được bọc thép toàn thân, cánh thấp, mũi máy bay bằng hợp kim và nó được dựa trên bản thiết kế của máy bay G-24.Ban đầu, G-31 được thiết kế để thồ hàng và vũ khí qua biên giới nhằm cung cấp cho lực lượng bộ binh.Tuy nhiên, G-31 có chi phí sản xuất quá cao nên chỉ có 8 chiếc G-31 được sản xuất đầu những năm 1940.Lufthansa là hãng chính sử dụng Junkers G-31 để thồ hàng từ Đức qua Na Uy và Scandinavia.
Ngoài Lufthansa, Guinea Airways là hãng thứ hai sử dụng G-31 để vận chuyển hàng hóa.Có khoảng 4 chiếc G-31 đã được bán cho Guinea Airways để thồ hàng sang Châu Á.G-31 có thể vận chuyển hơn 3000 tấn hàng với quãng đường hơn 1050 km.Tuy nhiên, thân máy bay của nó quá nặng khiến tốc độ không được lý tưởng cho lắm(211 km/h) và máy bay không được trang bị vũ khí phòng vệ.G-31 có khoang rất rộng(đủ sức chứa hơn 5250 kg hàng hóa) và có thể chứa được 16 người.Động cơ BMW Pratt & Whitney Hornet được làm mát bằng hơi nước giúp G-31 có thể bay được hơn 44 giờ bay liên tục.
Sau thế chiến II, Guinea Airways là hãng duy nhất sử dụng Junkers G-31.

## Biến thế
- G-31.1:phiên bản máy bay vận tải được lắp 3 động cơ Junkers L5.
- G-31.2:giống G-31.1 nhưng động cơ chính được thay bằng BMW VI.
- G-31ba:giống G-31.2.
- G-31de:phiên bản máy bay vận tải với 3 động cơ Gnome et Rhone-built Bristol Jupiter VI.
- G-31fi:phiên bản máy bay vận tải với 3 động cơ Siemens-built Bristol Jupiter.Thân và cánh được gia cố lại cho dài hơn.
- G-31fo:phiên bản máy bay vận tải với 3 động cơ BMW-built Pratt & Whitney Hornet.
- G-31ho:giống G-31fo.
- G-31go:phiên bản máy bay vận tải do Guinea Airways chế lại.Phần buồng lái được thiết kế lại, trang bị một súng máy hạng nhẹ.

## Những nước sử dụng
Úc
- Không quân hoàng gia Úc

 Đức
- Lufthansa

## Thông số kĩ thuật G-31fo
- Kíp lái:2 người.
- Sức chứa:16 người.
- Chiều dài:17.28 m(56 ft 8 in)
- Sải cánh:30.30 m(99 ft 5 in)
- Diện tích cánh:102.0 m²
- Khối lượng hàng hóa chở được:5250 kg.
- Trọng lượng:5500 kg.
- Động cơ:3 × BMW-built Pratt & Whitney Hornet, 391 kW (525 hp)-mỗi bên.
- Tốc độ tối đa:211 km/h.
- Tầm hoạt động:1050 km.
- Độ cao tối đa có thể bay:1300m.